# Эйр, Уэйн
Уэйн Д. Эйр (англ. Wayne D. Eyre) — канадский военачальник, генерал-лейтенант. Командующий Армией Канады (2019—2022).

## Биография
В 1988 году, после окончания офицерского училища, начал службу во 2-м батальоне Канадского полка лёгкой пехоты принцессы Патрисии, а в 2004 году стал командиром 3-го батальона этого полка.
В 2009 году Уэйн Эйр был назначен командиром 2-й канадской механизированной бригадной группы. В 2012—2014 годах он был заместителем командующего операциями 18-го воздушно-десантного корпуса Армии США, в этом качестве посещал американские и канадские войска в Афганистане. В 2014 году стал командиром 3-й канадской дивизии и объединённой оперативной группы «Запад».
В мае 2018 года Эйр стал заместителем командующего Командованием ООН в Южной Корее — первым неамериканцем в этой должности. В июне 2019 года он вернулся в Канаду, где получил пост главы Командования по подбору личного состава (англ. Military Personnel Command).
20 августа 2019 года генерал-лейтенант Уэйн Эйр вступил в должность Командующего Армией Канады.

## Награды
- Крест похвальной службы[англ.]
- Знак отличия Канадских Вооружённых сил[англ.]
- орден «Легион почёта» степени офицера
- Орден Виестура 2 класса (29 апреля 2024 года, Латвия)[11]